# Mikael Harutyunyan
Mikael Harutyuni Harutyunyan (en armenio: Միքաել Հարությունի Հարությունյան; Sagiyán, 10 de febrero de 1946) es un militar y político armenio, que se desempeñó como 7.º Ministro de Defensa de Armenia, entre el 4 de abril de 2007 y el 14 de abril de 2008.
Desde el 14 de abril de 2008 hasta el 24 de mayo de 2018, se desempeñó como Inspector Militar Jefe y Asesor Presidencial del Presidente de Armenia.

## Biografía
Harutyunyan nació y se crio en la aldea de Sagiyán, Shamakhi, en el centro de la República Socialista Soviética de Azerbaiyán. Se graduó de la Escuela Superior de Mando Conjunto de Bakú en 1967. Sirvió en las Fuerzas Armadas de la Unión Soviética, en el pelotón del Ejército Soviético desde 1967 y luego como comandante del reconocimiento desde 1971. Fue jefe de la división de infantería motorizada de 1976 a 1982. Posteriormente, colaboró en varios cargos en el Cuerpo de Ejército y la Guardia del Ejército. En 1976, se graduó del Departamento de Reconocimiento de la Academia Militar Mijaíl V. Frunze y en 1988 se graduó en la Academia Militar del Estado Mayor de las Fuerzas Armadas de la Unión Soviética. Fue profesor titular de la Academia Militar de 1988 a 1992.
En 1992, por Orden del Comandante en Jefe de las Fuerzas Armadas Conjuntas de la Comunidad de Estados Independientes, fue enviado a Armenia y fue asignado como Primer Subjefe del Estado Mayor de las Fuerzas Armadas de Armenia, a la vez que fue designado como Jefe del Departamento de Operaciones. En 1994 fue ascendido al rango de Mayor General y fue asignado como Jefe del Estado Mayor de las Fuerzas Armadas de Armenia y Primer Viceministro de Defensa. En 1996 fue ascendido al rango de Teniente General y en 2002 al rango de Coronel General por decreto del Presidente de Armenia.

### Ministro de Defensa
El 26 de marzo de 2007, Serzh Sargsyan, quien ejercía como Ministro de Defensa, fue nombrado Primer Ministro de Armenia tras la repentina muerte de Andranik Margaryan. El puesto estuvo vacante hasta el 4 de abril de 2007, cuando el coronel general Mikael Harutyunyan, entonces Viceministro de Defensa, fue nombrado ministro de Defensa.

### Asesor Presidencial
El 14 de abril de 2008, el recién elegido presidente de Armenia, Serzh Sargsyan, firmó dos decretos: en uno designaba a Mikael Harutyunyan como inspector militar jefe y el otro lo nombraba asesor presidencial, con la esperanza de que su habilidad y la experiencia resultaría útil para el desarrollo continuo de las fuerzas armadas. Ese mismo día reemplazó a Harutyunyan en su puesto de Ministro de Defensa por Seyran Ohanyan.

## Vida personal
Es el varón más joven de una familia de 5 hermanas y 2 hermanos. Todos los miembros de su familia abandonaron Azerbaiyán después del comienzo del Conflicto del Alto Karabaj, incluido su hermano mayor Vladimir, que también se unió al ejército. Su hermana Zoya Arutyunova reside actualmente en Kürdəmir en el centro de Azerbaiyán, y su sobrino ha servido en Najicheván en las Fuerzas Armadas de Azerbaiyán.

## Premios
Ha recibido varios premios y condecoraciones de la Unión Soviética, la República de Armenia y otros estados:
- Orden de la Cruz de Combate, 2.º grado
- Medalla por Servicios a la Patria de 1.º y 2.º grado
- Orden de Vardan Mamikonian
- Orden de Nerses el Gracioso
- Orden de San Mesrop Mashtots
- Medalla del Mariscal Bagramián
- Medalla Andranik Ozanyan
- Medal por Servicio Distinguido de 1.º clase y 2.º clase
- Orden de la Cruz de Combate, 2.º grado
- Legión de Honor
- Medalla por Cooperación Militar Estratégica"